# 大宮住吉神社
大宮住吉神社（おおみやすみよしじんじゃ）は、埼玉県坂戸市の神社。

## 歴史
959年（天徳3年）に創建された。長門国（現・山口県）の住吉神社から分霊を勧請したといわれている。
鎌倉時代、源頼朝により北武蔵12郡（入間・比企・高麗・秩父・男衾・賀美・那賀・児玉・横見・幡羅・榛沢・埼玉）の総社に指定された。その後も歴代の領主によって、手厚く保護されてきた。明治以降の近代社格制度では村社、続いて郷社に列せられた。

## 神楽
当社では、例祭のときに神楽殿で「大宮住吉神楽」と呼ばれる神楽が奉納される。この神楽は江戸から伝わったといわれており、舞や黙劇で構成されている、儀礼的演劇的要素を兼ね備える神楽である。「里神楽」に分類される。現在、国の「記録作成等の措置を講ずべき無形の民俗文化財」となっている。

## 文化財
- 坂戸の大宮住吉神楽（記録作成等の措置を講ずべき無形の民俗文化財 平成22年3月11日選択）[2]

## 交通アクセス
- 路線バス住吉神社前停留所より徒歩7分。